# Thomas Sanders (Schauspieler)
Thomas Sanders (* 24. April 1989 in Gainesville, Florida) ist ein US-amerikanischer Sänger, Schauspieler, Drehbuchautor und Internetpersönlichkeit, die über Vine und YouTube berühmt wurde.
Am besten bekannt ist er für seine Karriere auf der Social-Media-Plattform Vine, die von April 2013 bis zum Ende von Vine im Januar 2017 dauerte. Sanders macht längere Videos auf YouTube und kürzere Videos im Stile der Vines auf Instagram und Twitter. Seine Arbeit besteht hauptsächlich aus Comedysketchen, Pranks, Geschichten, Gesungenem und seinem Einsatz für soziale Gerechtigkeit.
Sanders ist vor allem bekannt für die Vineserie Narrating People's Lives ("Das Leben von Leuten erzählen"), auch bekannt unter dem Namen Storytime ("Zeit für Geschichten"), und die YouTube-Serie Sanders Sides ("Sanders Seiten"). Er schaffte es über 7,4 Milliarden Loops und 8,3 Millionen Follower auf Vine zu erreichen, was seine Karriere zu einer der erfolgreichsten in der kurzen Geschichte von Vine macht. Auf YouTube hat er zwei Kanäle, einen Hauptkanal, der 2009 erstellt wurde, aber seit September 2014 aktiv ist und einen Zweitkanal namens "Thomas Sanders and Friends" ("Thomas Sanders und Freunde"), der seit seiner Erstellung im Oktober 2018 betrieben wird. Im Januar 2019 hatte sein Hauptkanal fast 3 Millionen Abonnenten und sein Zweitkanal über 139.000 Abonnenten. Sanders gewann zwei Shorty Awards und einen Streamy Award als bester Viner und bester YouTube Komiker und war neben anderen Anerkennungen für den Teen Choice Award als "Choice Viner" nominiert.
Als Sänger veröffentlichte Sanders 2013 eine EP, 2016 ein Album und ab 2017 mehrere Singles. Er hat auch eine Karriere im Musical Theater in Florida seit er ein Teenager war, während der er seit 2006 in Gainesville und Orlando (Florida) auftrat und tourte mit seinem eigenen Musical, Ultimate Storytime ("Ultimative Zeit für Geschichten"), basierend auf seiner Vine-Serie, durch 17 Städte in den USA und Kanada. 2017 hatte er einen Gastauftritt in der Disney Channel show Bizaardvark und moderierte zusammen mit David Lopez eine Spezialfolge der Disney XD show Walk the Prank ("Mach den Prank").

## Leben
Sanders wuchs in seiner Geburtsstadt Gainesville, Florida, auf, in der er auch heute noch lebt. Sein Urgroßvater mütterlicherseits wurde in Irland geboren und Sanders ist sehr stolz auf seine irischen Wurzeln. Seine Urgroßmutter war ein Ziegfeld Follies girl, eine spezielle Schauspielerin für einen Jahresrückblick des New Yorker Broadways, etwas das Sanders seine "ancestral connection with stage" ("Verbindung durch Vorfahren mit der Bühne") nennt. Sanders Vater war langjähriger Lehrer. Sanders hat drei Brüder: Patrick, Christian und Shea. Sanders ist zwei Jahre älter als Shea, und acht Jahre jünger als Patrick und Christian. Er begann in der Middle School in mehreren Chören zu singen und in einigen Schulmusicals zu schauspielern. In der High School kombinierte er beides mit Auftritten in Musicalstücken. Während seines Studiums an der University of Florida (in Gainesville) trat er bei "community theaters" auf und trat 2006 dem Gainesville Community Playhouse bei, wo er bis 2015 spielte. Nach seinem Abschluss als Bachelor of Science als Chemieingenieur 2011 arbeitete er als Fertigungsingenieur in einer Medikamentenentwicklungsfirma in Alachua und nachts im Theater bis sein Erfolg auf der Social-Media-Plattform Vine ihm ermöglichte seinen ersten Job zu kündigen und sich auf Vine und Theater spielen zu konzentrieren. Er outete sich im Juni 2017 als homosexuell.

## Karriere

### Vine undSanders Shorts
Thomas Sanders hatte sein Debüt auf Vine am 14. April 2013 als "Foster_Dawg", benannt nach seinem ersten Hund, Foster. Ein Bild von Stewie Griffin, eine Figur aus der Serie Family Guy, in einem Drive-In war sein erstes virales Vine, was zu weiterem Erfolg führte. Später benannte er sich in "Thomas Sanders" um. Im Oktober 2013 erreichte sein Kanal 1 Million Follower. Sein größter Erfolg auf Vine wurde die Narrating People's Lives Serie ("Das Leben von Leuten erzählen"), auch bekannt als Storytime ("Zeit für Geschichten"), in der er auf komödiantische Art erzählte was zufällige Fremde taten und zeigte ihre Reaktion. Andere Vine-Serien, für die er bekannt ist, sind unter anderem: Disney Pranks with Friends ("Disney Streiche mit Freunden"), Pokémon Pranks ("Pokemon Streiche"), Misleading Compliments ("Irreführende Komplimente"), Musicals in Real Life ("Musicals im echten Leben"), Stewie vs. Herbert (mit Taylor Shrum als Herbert) und Shoutout Sunday ("Rausschreien Sonntag"). Im April war sein Vineaccount mit 5 Millionen Follower der 17tmeist abonnierte Account dieser Zeit.
Als Twitter ankündigte Vine Ende 2016 zu schließen kündigte Sanders an bis zum letzten Tag der App weiter Vines zu machen. Am Ende von Vine am 17. Januar 2017 hatte Sanders 8,3 Millionen Follower. Ab dann veröffentlichte er seine kurzen Videos, jetzt bekannt als Sanders Shorts, auf seinem Instagramaccount, der im November 2018 2,5 Mio. Follower hatte. Er ermutigte außerdem seine Follower, die sich selbst "Fanders" nennen, ihm von ihm inspirierte Fan Art über ihn und seine Arbeit zu senden, aus denen er die besten aussucht und jeden Freitag Zusammenstellungen unter dem Hashtag "FanArtFriday" postet.
Am 24. Februar 2015 trat Sanders als Gast bei The View in einem Beitrag über Vine stars auf, wo er über seine Popularität auf Vine interviewt wurde. Eines seiner Vines wurde in einem Beitrag namens "Vine after Vine" der The Ellen DeGeneres Show gezeigt. Sanders arbeitete auch mit Vinern wie Vincent Marcus, Brandon Calvillo und Amymarie Gaertner zusammen, hatte Cameos und tauchte unter anderem bei Leuten wie Sean Bean, Nicolle Wallace, Stacy London, Nick Pitera (mit dem er eine Serie von Vines namens Unexpected Duets ("Unerwartete Duette") veröffentlichte), Brizzy Voices, Gabbie Hanna, Tara Strong, E. G. Daily, Dan and Phil, Adam Pascal und den Hauptdarstellern von Hamilton, Teen Titans Go! und Steven Universe auf.

### YouTube
Sanders eröffnete seinen offiziellen Hauptkanal auf YouTube am 15. März 2009. Nachdem er durch Vine bereits etwas Bekanntheit erreicht hatte, lud er auch regelmäßiger Videos auf YouTube hoch. Seine ersten YouTube Zusammenarbeiten 2015 waren Streiche, Spiele und Challenges. Bis 2014 wuchs seine Abonnentenzahl langsam an, bis er ca. 80.000 Abonnenten Ende 2014 hatte. Danach stieg die Zahl rasant an, so dass er im April 2015 bereits 200.000 Abonnenten, Ende 2015 sogar 700.000 Abonnenten hatte.
In der zweiten Hälfte von 2016, nach der Ankündigung von Twitter Vine zu schließen, nahm Sanders Vineaktivität leicht ab und er kündigte an sich auf seinen YouTube-Kontent zu konzentrieren. Er fing an regelmäßig YouTube-Videos verschiedener Formate hochzuladen. Er behielt den Gaming- und Challenges-Kontent und die monatliche Vinezusammenstellung, später Sanders Shorts Zusammenschnitte, bei, ergänzte aber auch Song performances (Solo und Duette) Kultur- und Gesellschaftsgerechtigkeitsdebatte mit einem Schwerpunkt auf der Unterstützung von LGBTQ+ oder Rassen- und Geschlechtsgleichheitsthemen, kurze Filme, Comedy Sketche, Webserien wie Sanders Sides ("Sanders Seiten") und Cartoon Therapy ("Comic Therapie"), Shows mit der Teilnahme des Publikums wie Real or Fake Anime ("Echter oder gefälschter Anime") oder Voices of Unreason ("Stimmen der Unvernunft"), gelegentliche Live streams und Anders. Im Januar 2019 hatte sein Hauptkanal fast 3 Millionen Abonnenten.
Am 29. Oktober 2018 eröffnete er seinen YouTube-Zweitkanal namens "Thomas Sanders & Friends" ("Thomas Sanders & Freunde"), den er den ungeskripteten Formaten widmete, die er in der Vergangenheit auf seinem Hauptkanal hochgeladen hatte. Die monatliche Sanders Shorts Zusammenschnitte werden seither ebenfalls auf seinem Zweitkanal hochgeladen. Sein Hauptkanal bleibt den geskripteten Serien und Shows vorbehalten sowie auch den Musikvideoclips. Sein Zweitkanal erreichte die 100.000 Abonnenten Marke am 7. November 2018, neun Tage nach seiner Eröffnung.

#### Sanders Sides("Sanders Seiten")
Seit dem 19. Oktober 2016 lädt Thomas Sanders auf YouTube eine Webserie, Sanders Sides, hoch, die er mit Joan schreibt, in welcher er persönliche oder existentielle Anliegen mit vier Hauptcharakteren, den vier titelgebenden "Sander Sides" diskutiert. Sanders Sides hat bis zum Ende 2018 insgesamt 26 Episoden. Die Videos werden ungefähr monatlich hochgeladen. Es ist ein Spin-off der Vine/Sanders Shorts serie, da Patton, Roman und Logan inspiriert wurden von Charakteren die zuvor bei Vine als "the Dad Guy", "the Prince Guy" und "the Teacher Guy" auftraten. Normalerweise werden alle von Sanders selbst gespielt, sie wurden aber auch schon Sanders Freunden Joan, Valerie Torres-Rosario, Terrence Williams Jr. und Talyn gespielt. Joan und Talyn sind auch an der Produktion der Serie beteiligt, recherchieren die Themen, stellen Requisiten her, dekorieren die Sets, designen und nähen teile der Kostüme von Hand, helfen beim Makeup und beim Schneiden. Sanders Sides hatte auch Gastauftritte von z. B. Lilly Singh und Butch Hartman, der nicht nur als er selbst auftauchte, sondern auch eine Sequenz animierte, in der Thomas und seine Charakterzüge Cartoon character wurden. Tara Strong, die auch schon in einigen Vines und Sanders Shorts auftauchte, hatte ein Stimmcameo in Hartmans Folge.
Der Kerngedanke der Serie ist, dass die Figuren verschiedene Seiten (engl.: sides) von Sanders Persönlichkeit sind. Sanders beginnt jede Folge als normalen Vlog über ein bestimmtes Thema. Entweder wird er von einer der anderen Figuren unterbrochen oder er ruft sie selbst. Jede der Seiten vertritt Argumente, die zu dem jeweiligen Charakterzug passen, bis sie zu einer Lösung kommen, die sowohl Sanders als auch dem Zuschauer hilft.
Die Namen der Seiten sind Logan, Patton, Prince Roman und Virgil, die Namen wurden jedoch nach und nach enthüllt. Zu Beginn waren sie nur als Logic (Logik, Logan), Morality oder Dad (Moralvorstellung, Patton), Creativity oder Princey (Kreativität, Prince Roman), und Anxiety (Angst, Virgil) bekannt. Logan ist Thomas logisches Danken, seine Intelligenz und sein Wissen. Er stellt durch ein schwarzes Polo shirt, eine blaue Krawatte und seine Brille einen High school-Lehrer dar. Patton repräsentiert Thomas Moralvorstellung, seinen Sinn für richtig und falsch, seine Gefühle und sein inneres Kind. Durch ein blaues Polo shirt, einen um die Schultern gebundenen Pullover und die gleiche Brille wie Logan hat er das Aussehen eines typischen amerikanischen Familienvaters. Roman ist Thomas Kreativität, seine Fantasie, seine Hoffnungen und Träume, seine Romantik und seine Liebe zu Singen. Er hat die Erscheinung eines Disneyprinzen, da er einen weißen königlichen Anzug mit roter Schärpe und goldenen Verzierungen wie im 19. Jhr. trägt. Virgil ist Thomas Ängste, Sorgen, seine Kampf- und Fluchtreflexe und sein Überlebensinstinkt. Sein Aussehen ist einem Emoteenager nachempfunden, mit einer schwarzen Jacke, Haaren, die ins Gesicht hängen und Lidschatten unter seinen Augen.

### Theater
Unabhängig von seiner internetbasierten Karriere arbeitete Sanders in Musicals am Gainesville Community Playhouse für Produktionen einschließlich Hot Mikado (2007), Singin' in the Rain (2009), The Producers (2010), Anything Goes (2011), Into the Woods (2014), und Les Misérables (2014). 2015 hatte Sanders seinen ersten professionellen Theaterauftritt in Heathers: The Musical als J.D. in einer Produktion, die in Orlando aufgeführt wurde. Vom 8. August bis zum 2. September 2016 ging Sanders mit seinem selbstgeschriebenen Musical Ultimate Storytime ("Ultimative Zeit für Geschichten") mit Liedern von Jacob Fjeldheim auf Tour, das auf seiner Vine-Serie Narrating People's Lives ("Das Leben von Leuten erzählen") basiert. Er trat in 17 Städten in den USA und Kanada auf, darunter Toronto und New York.

### Musik
Obwohl Kritiker Sanders als einen Bariton klassifizierten, bezeichnet er sich selbst als Bass. Er singt häufig auf seinen Social-Media-Accounts. Er sang schon Lieder aus einer großen Palette von Genres, obwohl er persönlich eine Neigung für Jazz-Musik hat und Nat King Cole als einen seiner Lieblingssänger nennt. Er hat ebenfalls Duette mit dodie, Jon Cozart, Ben J. Pierce, Deedee Magno Hall, Adam Pascal, AJ Rafael und Anderen. Seine erste EP namens Merry Christmas kam am 21. Dezember 2013 heraus und enthielt Weihnachtslieder. 2016 veröffentlichte er den Soundtrack zu seinem Musical Ultimate Storytime (Ultimative Zeit für Geschichten), den er mit seinen Co-Stars Terrence Williams Jr., Nicole Visco, Jay Harper (auch bekannt als JayIsJo) und Leo Anderson (auch bekannt als Leo the Giant) aufnahm. Am 22. Juli 2017 veröffentlichte Sanders auf YouTube einen neuen eigenen Song mit dem Titel The Things We Used to Share (Die Dinge, die wir zu teilen pflegten), geschrieben und komponiert von Joan und Klavierbegleitung von AJ Rafael, inspiriert von echten Ereignissen in Sanders Leben, der auf iTunes und Spotify seit dem 27. Juli erhältlich ist. 2018 folgten weitere Singles, solo und als Duet, und die Ankündigung einer neuen EP.[veraltet]

#### EPs & Alben
- Merry Christmas (EP) (2013)
- Ultimate Storytime (2016)

#### Songs & Singles
| Jahr | Titel                                | Duet mit                                   | Anmerkung                                                                        |
| ---- | ------------------------------------ | ------------------------------------------ | -------------------------------------------------------------------------------- |
| 2013 | "Snow in Venice"                     | Jacob Fjeldheim (Klavier)                  | Cover eines Liedes von Elizaveta                                                 |
| 2014 | "A Dream is a Wish Your Heart Makes" | Jacob Fjeldheim (Klavier)                  | Jazz cover eines Cinderella -Songs                                               |
| 2015 | "Proud of Your Boy"                  |                                            | Cover aus dem Musical Aladdin veröffentlicht auf Sanders’ Tumblr account.        |
| 2016 | "Vine vs YouTube"                    | Jon Cozart                                 | Song basierend auf "Anything You Can Do" aus dem Musical Annie Get Your Gun      |
| 2016 | "Middle of a Moment"                 |                                            | Cover aus dem Musical James and the Giant Peach                                  |
| 2016 | "Freeze Your Brain"                  |                                            | Cover von Heathers: The Musical mit Sanders im Jahr 2015                         |
| 2016 | "What You Own"                       | Adam Pascal                                | Cover aus dem Musical Rent                                                       |
| 2016 | "The Internet is Down"               | AVbyte                                     | Original song von AVbyte                                                         |
| 2016 | "RIP Vine: A Song"                   | Jon Cozart                                 | Song nominiert für einen Streamy Award; basierend auf "Agony" aus Into the Woods |
| 2017 | "Lies"                               |                                            | Original song geschrieben von Thomas Sanders und Chris Shaw, aus Sanders Sides   |
| 2017 | "Birds"                              | dodie                                      | Cover aus Sanders Ultimate Storytime musical                                     |
| 2017 | "Dear Happy"                         | dodie                                      | Original song von dodie                                                          |
| 2017 | "Warrior Girl"                       | Deedee Magno Hall                          | Cover aus Sanders’ Ultimate Storytime musical                                    |
| 2017 | "A Lovely Night"                     | Ben J. Pierce                              | Cover aus La La Land                                                             |
| 2017 | "Waving Through a Window"            | dodie & Ben J. Pierce                      | Cover aus dem Musical Dear Evan Hansen                                           |
| 2017 | "Aggressive Bouts of Beat Poetry"    |                                            | Rap song geschrieben von Joan, aus Sanders Sides                                 |
| 2017 | "New York, New York"                 | dodie                                      | Cover aus dem gleichnamigen Musical                                              |
| 2017 | "The Things We Used to Share"        |                                            | Original song geschrieben von Joan, erste eigene Single                          |
| 2017 | "Tomorrow Never Came"                | Ben J. Pierce                              | Cover eines Liedes von Lana Del Rey                                              |
| 2017 | "12 Days of Christmas"               |                                            | Christmas song aus Sanders Sides                                                 |
| 2018 | "Rear View"                          | Foti                                       | Original song von Foti                                                           |
| 2018 | "Disappear"                          | AJ Rafael                                  | Cover aus dem Musical Dear Evan Hansen                                           |
| 2018 | "I Won't Say I'm in Love (mash-up)"  | Terrence Williams Jr., Jamahl Rawls & Foti | Single, cover eines Songs aus Hercules gemixt mit mehreren Disney songs          |
| 2018 | "Crofter's: The Musical"             |                                            | Single, aus Sanders Sides.                                                       |
| 2018 | "On the Borderline"                  |                                            | Single, Original song geschrieben von Joan.                                      |
| 2018 | "breathin"                           | Foti                                       | Single, cover eines Songs von Ariana Grande.                                     |
| 2018 | "Incomplete (The Puzzle Song)"       |                                            | Single, Original song, aus Sanders Sides.                                        |

### Fernsehen
Am 27. Januar 2017 war Thomas Sanders Gaststar in der Disney Channel show Bizaardvark, in der letzten Episode der ersten Staffel, namens "In Your Space!", wo er den Realitywebshowmoderator Ian Finkelman porträtierte. Er war auch Co-Moderator einer speziellen Episode von Walk the Prank, namens "Talk the Prank with Thomas Sanders and David Lopez", die am 20. März 2017 auf Disney XD ausgestrahlt wurde.

## Auszeichnungen und Nominierungen
| Year | Award                                             | Nominee                                              | Result    |
| ---- | ------------------------------------------------- | ---------------------------------------------------- | --------- |
| 2014 | Ryan Seacrest's Favorite Vine Celebrity Contest   | Thomas Sanders                                       | Gewonnen  |
| 2015 | Univision's Shorty Awards - Vine Star of the Year | Thomas Sanders                                       | Gewonnen  |
| 2016 | Streamy Awards - Viner of the Year                | Thomas Sanders                                       | Gewonnen  |
| 2016 | Teen Choice Awards - Choice Viner                 | Thomas Sanders                                       | Nominiert |
| 2017 | Shorty Awards - YouTube Comedian                  | Thomas Sanders                                       | Gewonnen  |
| 2017 | Streamy Awards - Collaboration                    | Thomas Sanders und Jon Cozart für "RIP Vine: A Song" | Nominiert |
| 2017 | Unicorn Awards - YouTuber of the Year             | Thomas Sanders                                       | Nominiert |